# Каплиця Божого Милосердя (Шипівці)
Каплиця Божого Милосердя в Шипівцях — римсько-католицька церква в селі Шипівцях Тернопільської области України.

## Відомості
У 1906 р. збудовано муровану каплицю коштом родини Янковських-Ступницьких. У радянський період храм зачинили, потім — колгоспний склад.
У 2001 р. каплицю повернуто римсько-католицькій громаді. 19 жовтня 2003 року єпископом Мар'яном Бучеком здійснено освячення розписів святині.